# Zonopetala alypa
Zonopetala alypa es una especie de mariposa de la familia Oecophoridae.
Fue descrita científicamente por Turner en 1914.